# Mistrzostwa Świata w Biegu na Orientację 1985
Mistrzostwa Świata w Biegu na Orientację 1985 – odbyły się w danich 4–6 sierpnia 1985 roku w Bendigo, Australia. Zawody odbyły się w dwóch konkurencjach: bieg indywidualny i sztafety.

## Wyniki
| Bieg indywidualny                                                   | Bieg indywidualny | Bieg indywidualny | Bieg indywidualny |
| ------------------------------------------------------------------- | ----------------- | ----------------- | ----------------- |
| Parametry trasy: 15,2 km, 23 punktów kontrolnych, ? m przewyższenia |                   |                   |                   |
| Miejsce                                                             | Kraj              | Imię i nazwisko   | Czas              |
| 1                                                                   | Finlandia         | Kari Sallinen     | 1:28:08           |
| 2                                                                   | Norwegia          | Tore Sagvolden    | 1:30:01           |
| 3                                                                   | Norwegia          | Egil Iversen      | 1:30:42           |

| Sztafety                                                           | Sztafety   | Sztafety                                                    | Sztafety |
| ------------------------------------------------------------------ | ---------- | ----------------------------------------------------------- | -------- |
| Parametry tras: ? km, 16–17 punktów kontrolnych, ? m przewyższenia |            |                                                             |          |
| Miejsce                                                            | Kraj       | Imię i nazwisko                                             | Czas     |
| 1                                                                  | Norwegia   | Morten Berglia Atle Hansen Tore Sagvolden Øyvin Thon        | 3:52:44  |
| 2                                                                  | Szwecja    | Lars Palmqvist Michael Wehlin Kjell Lauri Jörgen Mårtensson | 3:54:20  |
| 3                                                                  | Szwajcaria | Willi Müller Martin Howald Urs Flühmann Alain Gafner        | 4:03:33  |

| Bieg indywidualny                                                   | Bieg indywidualny | Bieg indywidualny   | Bieg indywidualny |
| ------------------------------------------------------------------- | ----------------- | ------------------- | ----------------- |
| Parametry trasy: 8,38 km, 14 punktów kontrolnych, ? m przewyższenia |                   |                     |                   |
| Miejsce                                                             | Kraj              | Imię i nazwisko     | Czas              |
| 1                                                                   | Szwecja           | Annichen Kringstad  | 54:14             |
| 2                                                                   | Norwegia          | Brit Volden         | 55:07             |
| 3                                                                   | Szwecja           | Christina Blomqvist | 57:11             |

| Sztafety                                                           | Sztafety   | Sztafety                                                                 | Sztafety |
| ------------------------------------------------------------------ | ---------- | ------------------------------------------------------------------------ | -------- |
| Parametry tras: ? km, 12–13 punktów kontrolnych, ? m przewyższenia |            |                                                                          |          |
| Miejsce                                                            | Kraj       | Imię i nazwisko                                                          | Czas     |
| 1                                                                  | Szwecja    | Karin Rabe Christina Blomqvist Kerstin Mansson Annichen Kringstad        | 3:01:21  |
| 2                                                                  | Norwegia   | Ragnhild Bratberg Hilda Tellesbo Helle Johansen Ellen-Sofie Olsvik       | 3:01:31  |
| 3                                                                  | Szwajcaria | Susanne Lüscher Frauke Sonderegger-Bandixen Brigitte Zürcher Ruth Humbel | 3:21:31  |